# 阿纳托利·斯捷利马赫
阿纳托利·尤里耶维奇·斯捷利马赫（烏克蘭語：Анатолій Юрійович Стельмах；1978年9月6日—），乌克兰政治人物，自2024年9月6日起担任乌克兰临时被占领土重返社会部代理部长。此前他担任该部门的副部长。他也曾于顿巴斯战争期间担任军方发言人。